# Schistocerca

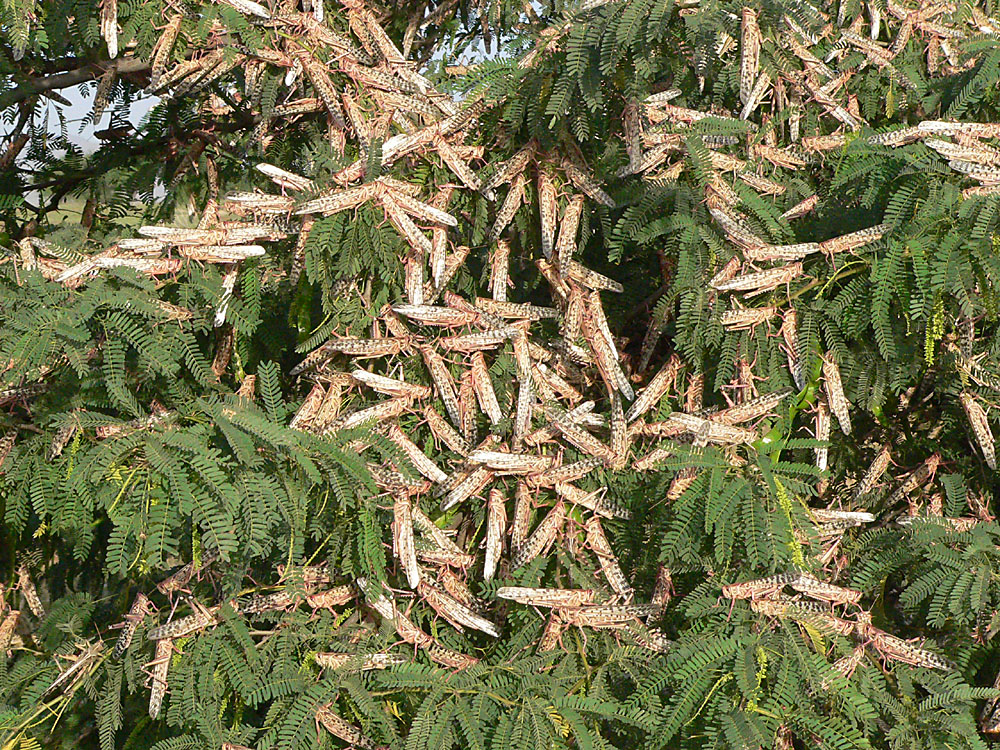
Enjambre de Schistocerca gregaria

Schistocerca es un género de ortópteros celíferos de la familia Acrididae que cuenta con diversas especies, entre la que destaca la langosta del desierto que es una grave plaga de los cultivos.

## Especies
Las siguientes especies pertenecen al género Schistocerca:

### Grupo de especiesalutacea(Harris, 1841)
- Schistocerca albolineata (Thomas, 1875)
- Schistocerca alutacea (Harris, 1841)
- Schistocerca lineata Scudder, 1899
- Schistocerca obscura (Fabricius, 1798)
- Schistocerca rubiginosa (Harris, 1862)
- Schistocerca shoshone (Thomas, 1873)

### Grupo de especiesamericana(Drury, 1773)
- Schistocerca americana (Drury, 1773)

### Grupo de especiesceratiolaHubbell & Walker, 1928
- Schistocerca ceratiola Hubbell & Walker, 1928

### Grupo de especiesdamnifica(Saussure, 1861)
- Schistocerca damnifica (Saussure, 1861)

### Grupo de especiesnitens(Thunberg, 1815)
- Schistocerca caribbeana Dirsh, 1974
- Schistocerca nitens (Thunberg, 1815)
- Schistocerca beckeri Dirsh, 1974
- Schistocerca bivittata (Stål, 1873)
- Schistocerca braziliensis Dirsh, 1974
- Schistocerca brevis Rehn, 1913
- Schistocerca camerata Scudder, 1899
- Schistocerca cancellata (Serville, 1838)
- Schistocerca carneipes (Serville, 1838)
- Schistocerca centralis Dirsh, 1974
- Schistocerca cohni Song, 2006
- Schistocerca diversipes Hebard, 1923
- Schistocerca flavofasciata (De Geer, 1773)
- Schistocerca gorgona Dirsh, 1974
- Schistocerca gregaria (Forskål, 1775)
- Schistocerca impleta (Walker, 1870)
- Schistocerca interrita Scudder, 1899
- Schistocerca literosa (Walker, 1870)
- Schistocerca magnifica Bruner, 1913
- Schistocerca matogrosso Dirsh, 1974
- Schistocerca melanocera (Stål, 1861)
- Schistocerca orinoco Dirsh, 1974
- Schistocerca pallens (Thunberg, 1815)
- Schistocerca philippina Navás, 1904
- Schistocerca piceifrons (Walker, 1870)
- Schistocerca quisqueya Rehn & Hebard, 1938
- Schistocerca serialis (Thunberg, 1815)
- Schistocerca socorro Dirsh, 1974
- Schistocerca subspurcata (Walker, 1870)